# Кара-Ой (Ак-Талинский район)
Кара-Ой (кирг. Кара-Ой) — село в Ак-Талинском районе Нарынской области Кыргызстана. Административный центр Тоголок-Молдоского аильного округа.
Расположено примерно в 80 км западнее областного центра г. Нарын.
Население в 2009 году составляло 3062 человека.
Находится в зоне ожидаемых землетрясений II-категории опасности с возможной балльностью 5-7 единиц.
Существует опасность селевых потоков и оврагообразования.
Жители жалуются на ограниченный доступ к чистой питьевой воде.
Большая часть населения занята в животноводстве.

## Известные уроженцы и жители
- Абдылдаева, Расия (1924—1998) — Герой Социалистического Труда (1958).